# Munda (Schiff)
Die USS Munda (CVE-104) war das letzte Schiff einer Reihe von Geleitflugzeugträgern der Casablanca-Klasse in Diensten der United States Navy während des Zweiten Weltkriegs. Der Träger wurde am 8. Juli 1944 in Dienst gestellt und unter das Kommando von Capt. L. A. Pope gestellt und im Pazifikraum eingesetzt. Die Namensgebung erfolgte zu Ehren der Schlacht in der Munda Bucht bei Munda auf den Salomonen am 31. Juli 1943.

## Daten
Der Träger hatte eine Besatzung von 860 Mann und konnte 28 Flugzeuge mitführen. Die Maße betrugen 156 Meter Länge, 33 Meter maximale Breite und 19,9 Meter Höhe. Mit einer Verdrängung von 7800 Tonnen konnte er durch zwei Antriebswellen und vier Motoren mit insgesamt 9000 PS eine Höchstgeschwindigkeit von 20 Knoten erreichen.

## Aufgaben
Sie wurde der Carrier Transport Squadron der US-Pazifikflotte zugeteilt und brachte Material in den Pazifik und lief nach der japanischen Kapitulation in der Bucht von Tokio ein. Dann transportierte sie Truppen zurück in die USA (Operation Magic Carpet).

## Weitere Verwendung
Nach Kriegsende wurde sie am 13. September 1946 der Reserveflotte zugeteilt. Ihre Kennnummer wurde in CVU-104 geändert, da sie nur noch als Flugzeugtransporter klassifiziert war. Sie blieb bis zum 1. September 1958 im Flottenregister eingetragen und wurde dann verschrottet.